# 막심 (가수)

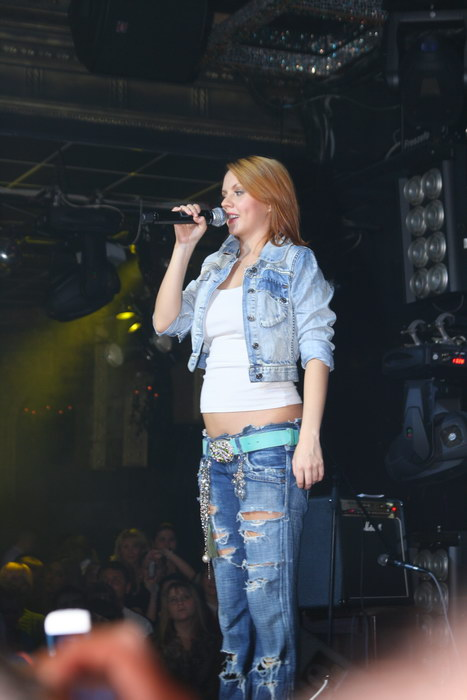
막심

마리나 세르게예브나 아브로시모바(Марина Сергеевна Абросимова, 1983년 6월 10일 러시아 카잔 ~ )는 러시아의 가수이다. 예명은 막심(МакSим)이다.
2006년 3월 28일 앨범‘ Трудный возраст(힘든 나이)’ 가 발매되어 150만장 이상 팔리며 성공가도를 달리기 시작해, 2007년에는 러시아에서 가장 성공한 대중 가수가 되었다. 막심은 두 번에 거쳐 MTV와 음악채널에서 열린 ‘Russian Music Awards’에서 ‘최고가수상’을 수상하는 영예를 차지한다. 2008년 2월 2일 ‘모스크바 콤소몰레츠’, ’음악이 있는 길‘ 신문사에서 매년 수여하는 ’올해의 최고 가수상‘을 수상한다. 그녀의 두 번째 앨범인 ’Мой рай(나의 천국)‘은 130만장 이상 판매된다. 막심은 6장의 싱글앨범이 모두 라디오 차트 1위를 연속적으로 차지한 유일한 가수이다.
2008년 10월 결혼했다.